# Papyrus 53
- Papyrus
- Onciale
- Minuscules
- Lectionnaire

Le papyrus 53 (dans la numérotation Gregory-Aland), désigné par le sigle {\displaystyle {\mathfrak {P}}}53, est une ancienne copie d’une partie du Nouveau Testament en grec. Il s’agit d’un papyrus manuscrit de l’Évangile selon Matthieu et des Actes des Apôtres, qui contient seulement Matthieu 26:29-40 et Actes 9:33-10:1.
Le manuscrit est daté par paléographie au IIIe siècle. Ces deux fragments ont été trouvés ensemble, ils faisaient partie d’un codex contenant soit les quatre évangiles et les Actes, soit seulement Matthieu et les Actes.
Le texte grec de ce codex est représentatif des textes alexandrins. Aland le décrit comme un « texte au moins normal », et le place dans la catégorie I.
Il est actuellement hébergé à l’université du Michigan (Inv. 6652) à Ann Arbor,.